# スッザーラ
スッザーラ（伊: Suzzara）は、イタリア共和国ロンバルディア州マントヴァ県にある、人口約21,000人の基礎自治体（コムーネ）。

## 地理

### 位置・広がり

#### 隣接コムーネ
隣接するコムーネは以下の通り。括弧内のREはレッジョ・エミリア県所属を示す。
- ドーゾロ
- ゴンザーガ
- ルッザーラ (RE)
- モッテッジャーナ
- ペゴニャーガ
- ヴィアダーナ

### 気候分類・地震分類
気候分類では、zona E, 2435 GGに分類される。
また、イタリアの地震リスク階級 (it) では、zona 3 (sismicità bassa) に分類される。

## 行政

### 分離集落
スッザーラには、以下の分離集落（フラツィオーネ）がある。
- Brusatasso, Riva, Sailetto, San Prospero, Tabellano

## 姉妹都市
- ブリウド、フランス 1995年